# Les Années perdues
Les Années perdues (titre original : Wasted Years) est un roman de John Harvey publié en 1993 en Angleterre et en 1998 en France dans la collection Rivages/Noir avec le numéro 299. 
Après Cœurs solitaires, Les Étrangers dans la maison, Scalpel et Off Minor, c'est le cinquième où l'on retrouve le personnage de Charles Resnick, inspecteur de police d’origine polonaise au commissariat de Nottingham.

## Résumé
1969. Charles Resnick attendant son affectation à la police judiciaire s’occupe, un samedi sur deux, des hooligans dans le stade de football de Nottingham. Un samedi soir dans une taverne, il croise Elaine qu’il ne retrouvera que quatre ans plus tard.
1992. Depuis 18 mois, cinq hommes armés effectuent des hold-up dans des banques, bureaux de poste et supermarchés. L’un d’eux porte un masque de Mickey. La police de Nottingham organise une opération spéciale pour les retrouver dénommée « Martin-pêcheur ». Charles Resnick se retrouve plongé dans son passé personnel.

## Adaptation
Une adaptation radiophonique produite par David Hunter est réalisée en 1995 pour BBC Radio 4.